# Naginatadžucu

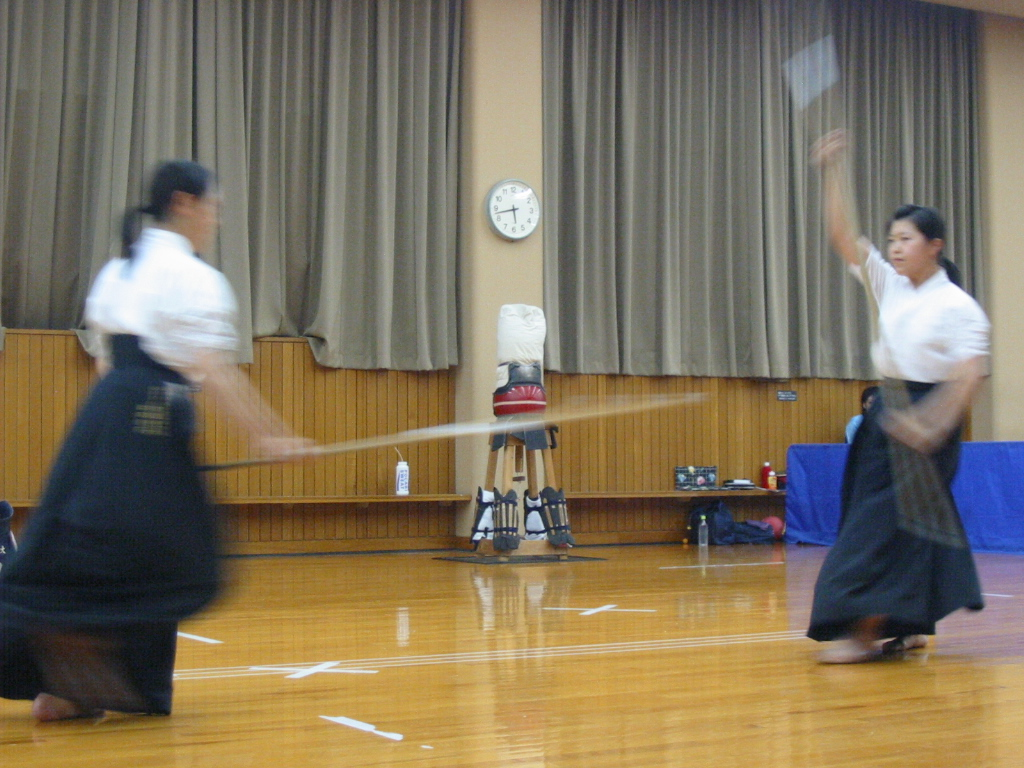
Studentky Ženské univerzity Šóin v Kóbe cvičící naginatové sestavy.

Naginatadžucu je japonské umění boje s naginatou. Tato zbraň je podobná evropské halapartně. V dnešní době je většina boje s naginatou modernizovaná forma, tzv. atarašii naginata (nová naginata), ve kterém se také soutěží.
Existuje mnoho teorií o skutečném vzniku a původu zbraně. Jedna z těchto teorií je, že se zbraň vyvinula podobně jako zbraně kobudó, tedy jako původně farmářská pomůcka. Jiná teorie zase říká, že naginata je výsledkem vylepšování čínské halapartny, která má podobný vzhled. Jiné teorie tvrdí, že kreativní samurajové, kteří potřebovali delší zbraň, prostě nasadili svůj meč na dřevěnou tyč.
V dávné historii se naginata používala primárně jako zbraň proti jízdě. Později se stala symbolem žen ze samurajské třídy, které ji měly jako primární zbraň při obraně svých domovů v době, kdy byli jejich manželé pryč, ve válce.
Mnoho korjú, jako např. Tenšin Šoden Katori Šinto-rjú zahrnují naginatadžucu mezi disciplíny, které trénují.

## Seznam rjú(škol) vyučujících naginatadžucu
- Araki-rjú
- Fuma-Rjú
- Higo Ko-rjú
- Kašima Šinrjú
- Kogen Itto-rjú
- Maniwa Nen-rjú
- Ryoen Ryu Naginatajutsu
- Šingjoto-rjú
- Suio-rjú
- Takenouči-rjú
- Tendo-rjú
- Tenšin Šoden Katori Šinto-rjú
- Toda-ha Buko-rjú
- Jagju Šingan-rjú
- Jošin-rjú